# Country-Musik 2017
Die Liste bietet eine Übersicht über das Jahr 2017 im Genre Country-Musik.

## Top Hits des Jahres

### Year-End-Charts
Dies ist die Top 10 der Year-End-Charts, die vom Billboard-Magazin erhoben wurde.
- Body Like A Back Road – Sam Hunt
- In Case You Didn't Know – Brett Young
- Hurricane – Luke Combs
- What Ifs – Kane Brown feat. Lauren Alaina
- Small Town Boy – Dustin Lynch
- Dirt On My Boots – Jon Pardi
- The Fighter – Keith Urban feat. Carrie Underwood
- Craving You – Thomas Rhett feat. Maren Morris
- You Look Good – Lady Antebellum
- Better Man – Little Big Town

### Nummer-1-Hits
Die folgende Liste umfasst die Nummer-eins-Hits der Billboard Hot Country Songs des US-amerikanischen Musikmagazines Billboard chronologisch nach Wochenplatzierung.
- 7. Januar – Blue Ain't Your Color – Keith Urban
- 11. Februar – Better Man – Little Big Town
- 25. Februar – Body Like a Back Road – Sam Hunt
- 21. Oktober – What Ifs – Kane Brown feat. Lauren Alaina
- 25. November – When It Rains It Pours – Luke Combs
- 9. Dezember – Greatest Love Story – Lanco
- 16. Dezember – Meant to Be – Bebe Rexha & Florida Georgia Line

## Alben

### Year-End-Charts
Dies ist die Top 10 der Year-End-Charts, die vom Billboard-Magazin erhoben wurde.
- Traveller – Chris Stapleton
- From A Room: Volume 1 – Chris Stapleton
- Ripcord – Keith Urban
- The Weight Of These Wings – Miranda Lambert
- Dig Your Roots – Florida Georgia Line
- Kane Brown – Kane Brown
- Brett Young – Brett Young
- Montevallo – Sam Hunt
- Tangled Up – Thomas Rhett
- California Sunrise – Jon Pardi

### Nummer-1-Alben
Die folgende Liste umfasst die Nummer-eins-Hits der Billboard Top Country Albums des US-amerikanischen Musikmagazines Billboard chronologisch nach Wochenplatzierung.
- 31. Dezember 2016 – The Ultimate Collection – Garth Brooks
- 21. Januar – Traveller – Chris Stapleton
- 18. Februar – The Devil Don't Sleep – Brantley Gilbert
- 25. Februar – Sing it now: Songs of Faith & Hope – Reba McEntire
- 11. März – Windy City – Alison Krauss
- 18. März – The Breaker – Little Big Town
- 1. April – Deep South – Josh Turner
- 8. April – Ripcord – Keith Urban
- 15. April – WildHorse – RaeLynn
- 22. April –  The Weight of These Wings – Miranda Lambert
- 13. Mai – Love and War – Brad Paisley
- 20. Mai – God's Problem Child – Willie Nelson
- 27. Mai – From A Room: Volume 1 – Chris Stapleton
- 3. Juni – Welcome Home – Zac Brown Band
- 24. Juni – This One's for You – Luke Combs
- 1. Juli – Heart Break – Lady Antebellum
- 8. Juli – The Nashville Sound – Jason Isbell & the 400 Unit
- 26. August – Brett Eldredge – Brett Eldredge
- 16. September – Happy Endings – Old Dominion
- 30. September – Life Changes – Thomas Rhett
- 21. Oktober – Now – Shania Twain
- 28. Oktober – Kane Brown – Kane Brown
- 4. November – Southern Girl City Lights – Jessie James Decker
- 11. November – Losing Sleep – Chris Young
- 18. November – Live in No Shoes Nation – Kenny Chesney
- 25. November – Texoma Shore – Blake Shelton
- 9. Dezember – The Rest of Our Life – Tim McGraw & Faith Hill
- 16. Dezember – The Anthology Part I: The First Five Years – Garth Brooks
- 23. Dezember – From A Room: Volume 2 – Chris Stapleton

## Gestorben
- 24. Januar – Butch Trucks
- 09. April – Bob Wootton
- 21. Mai – Jimmy LaFave
- 27. Mai – Gregg Allman
- 08. Juni – Norro Wilson
- 22. Juni – Gunter Gabriel
- 25. Juli – Michael Johnson
- 27. Juli – D. L. Menard
- 08. August – Glen Campbell
- 08. September – Don Williams
- 19. November – Mel Tillis

## Neue Mitglieder der Hall of Fames

### Country Music Hall of Fame
- Alan Jackson
- Jerry Reed
- Don Schlitz[4]

### International Bluegrass Music Hall of Fame
- Hazel Dickens & Alice Gerrard
- Bobby Hicks
- Roland White[5]

### Nashville Songwriters Hall of Fame
- Walt Aldridge
- Dewayne Blackwell
- Vern Gosdin
- Jim McBride
- Tim Nichols[6]

## Die wichtigsten Auszeichnungen

### Grammys
- Beste Country-Solodarbietung (Best Country Solo Performance) – My Church, Maren Morris
- Beste Countrydarbietung eines Duos oder einer Gruppe (Best Country Duo/Group Performance) –  Jolene, Pentatonix mit Dolly Parton
- Bester Countrysong (Best Country Song) – Humble and Kind, Tim McGraw (Autorin:Lori McKenna)
- Bestes Countryalbum (Best Country Album) – A Sailor’s Guide to Earth, Sturgill Simpson
- Bestes Bluegrass Album (Best Bluegrass Album) – Coming Home –O’Connor Band with Mark O’Connor[7]

### ARIA Awards
- Best Country Album – Dragonfly – Kasey Chambers[8]

### Billboard Music Awards
- Top Country Song – H.O.L.Y. – Florida Georgia Line
- Top Country Artist – Blake Shelton
- Top Country Album –  Traveller – Chris Stapleton[9]

### Country Music Association Awards
- Entertainer of the Year – Garth Brooks
- Song of the Year – Better Man – Little Big Town (Autorin: Taylor Swift)
- Single of the Year – Blue Ain't Your Color – Keith Urban
- Album of the Year – From A Room, Volume 1 – Chris Stapleton
- Male Vocalist of the Year – Chris Stapleton
- Female Vocalist of the Year – Miranda Lambert
- Vocal Duo of the Year – Brothers Osborne
- Vocal Group of the Year – Little Big Town
- Musician of the Year – Mac McAnally
- New Artist of the Year – Jon Pardi
- Musical Event of the Year – Funny How Times Slips Away (Glen Campbell feat. Willie Nelson)
- Music Video of the Year – It ain't my Fault – Brothers Osborne[10]

### Academy of Country Music Awards
- Entertainer of the Year – Jason Aldean
- Female Vocalist of the Year – Miranda Lambert
- Male Vocalist of the Year – Thomas Rhett
- Vocal Duo of the Year – Brothers Osborne
- Vocal Group of the Year – Little Big Town
- New Female Vocalist of the Year – Maren Morris
- New Male Vocalist of the Year – John Pardi
- New Vocal Duo or Group of the Year – Brothers Osborne
- Album of the Year – The Weight of These Wings von Miranda Lambert
- Single Record of the Year – H.O.L.Y. von Florida Georgia Line
- Song of the Year – Die a Happy Man von Thomas Rhett – Autoren: Sean Douglas, Joe Spargur
- Video of the Year – Forever Country von den Artists of Then, Now & Forever
- Vocal Event of the Year – May We All von Florida Georgia Line featuring Tim McGraw
- Songwriter of the Year – Lori McKenna[11]

### American Music Awards
- Favorite Country Male Artist – Keith Urban
- Favorite Country Female Artist – Carrie Underwood
- Favorite Country Band/Duo/Group – Little Big Town
- Favorite Country Album – Ripcord – Keith Urban[12]